# Archaeoattacus
Archaeoattacus är ett släkte av fjärilar. Archaeoattacus ingår i familjen påfågelsspinnare.
Kladogram enligt Catalogue of Life:
| Archaeoattacus | \| \| Archaeoattacus edwardsii \| \| \| \| \| \| Archaeoattacus staudingeri \| \| \| \| |
|                | \| \| Archaeoattacus edwardsii \| \| \| \| \| \| Archaeoattacus staudingeri \| \| \| \| |
|                | Archaeoattacus edwardsii                                                                |
|                |                                                                                         |
|                | Archaeoattacus staudingeri                                                              |
|                |                                                                                         |

## Bildgalleri

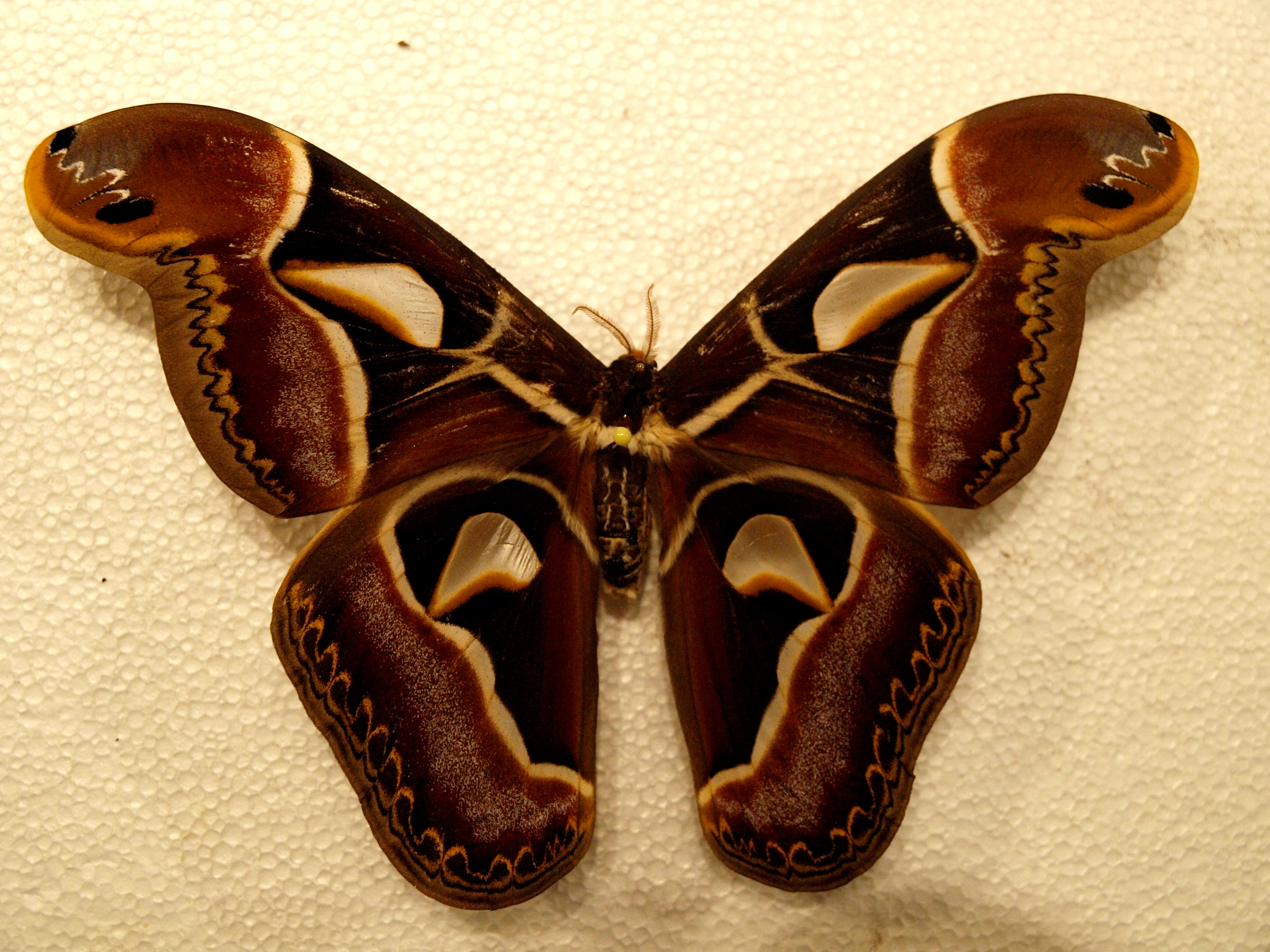
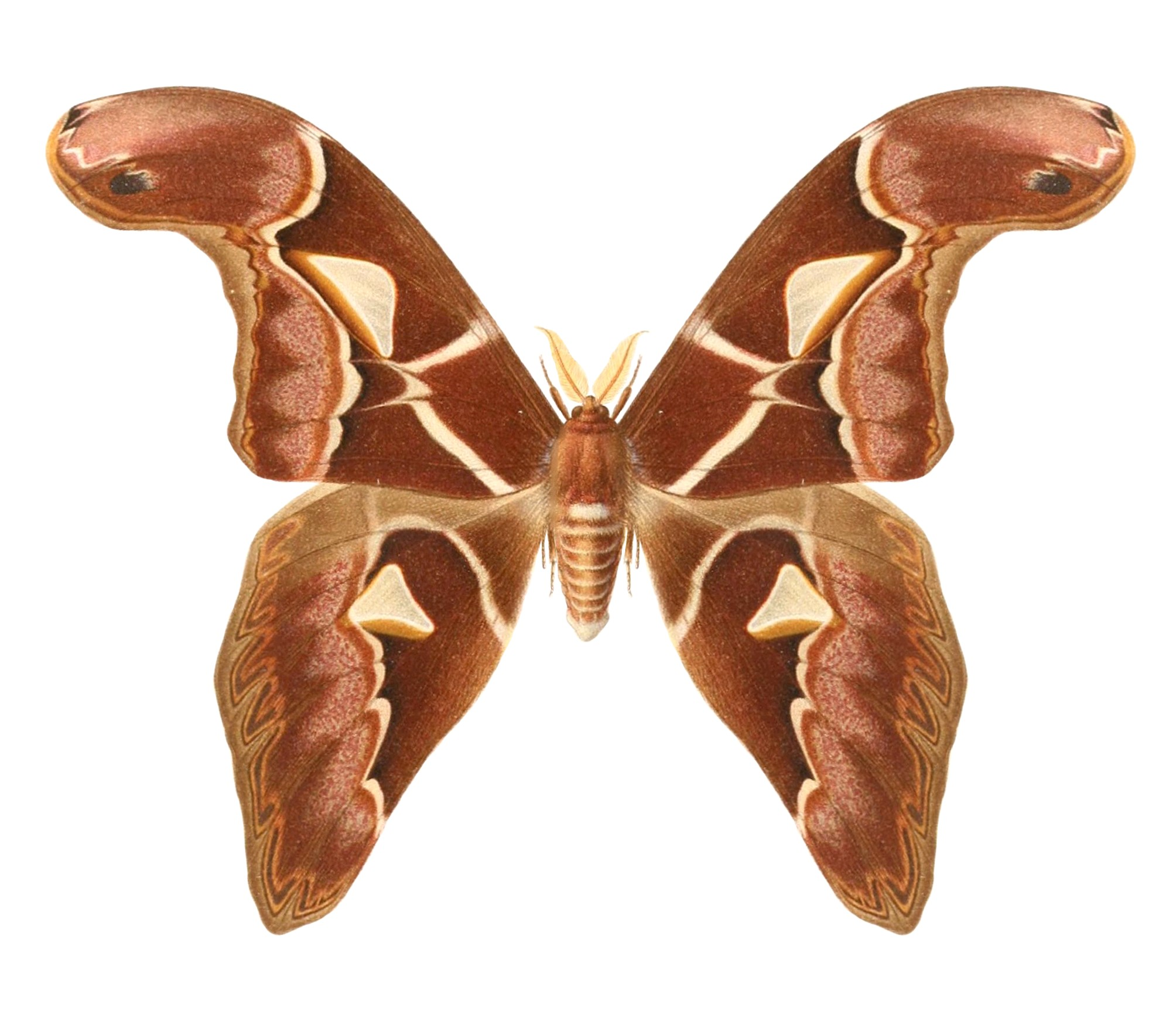